# 신촌 블루스
신촌 블루스는 대한민국의 록/블루스 음악 그룹이다.

## 활동
1986년 4월 신촌의 카페 ‘레드 제플린’에서 엄인호, 김병호(기타·노래), 이정선(기타·하모니카·노래), 김현식(노래), 한영애(노래)가 신촌 블루스를 결성하였다. 그 이후 김동환, 김형철, 박인수, 정경화, 정서용, 강허달림 등 많은 사람들이 노래를 맡았다.
1987년에는 미국 로스앤젤레스에서, 1990년과 1997년에서 일본에서도 공연한 바 있다.
현재 남은 ‘정규 구성원’은 엄인호뿐이며, 비정규 구성원들과 함께 카페 ‘블루버드’에서 정기적으로 연주하고 있다.

## 음반 목록

### 정규 음반
- 1집 - 1988년 - 《신촌 Blues》
- 2집 - 1989년 - 《황혼》
- 3집 - 1990년 - 《이별의 종착역》
- 4집 - 1992년 - 《Rainy Day Blues》
- 5집 - 1997년 - 《신촌블루스 Collection》

### 라이브 음반
- 《신촌 블루스 라이브 1집》 - 1989년
- 《신촌 블루스 라이브 2집》 - 1991년